# Џејк Саливан
Џејкоб Џеремаја Саливан (енгл. Jacob Jeremiah Sullivan; Берлингтон, 28. новембар 1976) амерички је политички саветник. Бивши је саветник за националну безбедност САД председника Џоа Бајдена. Претходно је био заменик помоћника председника Барака Обаме, саветник за националну безбедност потпредседника Бајдена (током његове функције на месту потпредседника), заменик шефа кабинета Хилари Клинтон у Стејт департменту, виши саветник владе САД у Ирану током преговора о нуклеарном наоружању, те виши саветник за политику током председничке кампање Хилари Клинтон 2016, као и гост-професор на Правном факултету Јејла. Новоизабрани председник Бајден је 23. новембра 2020. објавио да ће Саливан бити именован за његовог саветника за националну безбедност. На дужност је ступио 20. јануара 2021.

## Детињство, младост и образовање
Рођен је у Берлингтону, у Вермонту, док је одрастао у Минеаполису, у Минесоти. Отац му је радио за Star Tribune и био је професор у Школи за новинарство и мас-комуникације Универзитета у Минесоти, док му је мајка била саветница у средњој школи. Похађао је Средњу школу Саутвест у Минеаполису, где је дипломирао 1994. Био је стипендиста Кока-коле, шампион дебате и председник студентског савета.